# 關迺忠
關迺忠（英語：Kuan Nai Chung，1939年3月2日—），滿族、北京人，指揮家、作曲家，曾任東方歌舞團指揮、香港中樂團音樂總監、高雄市國樂團指揮。

## 背景
關迺忠在1939年3月2日出生於北京，父親為小提琴家關紫翔。關迺忠在1950年至1956年就讀北京市第四中學，1956年考進中央音樂學院作曲系，1961年畢業，畢業後被分配到北京東方歌舞團做指揮和作曲工作。
1979年移民香港，1986年到1990年出任香港中樂團第二任音樂總監；1990年移民台灣，並擔任高雄市國樂團指揮；1994年移民加拿大，音樂創作不輟。

## 個人生活
關迺忠已婚，育有1名子女。

## 作品
- 交響組曲《拉薩行》：香港中樂團委託創作，[3]三度獲得「CASH 最廣泛演出金帆獎 － 本地正統音樂作品」（香港作曲家及作詞家協會頒發）[2]
- 《月圓花燈夜》：獲「CASH 最廣泛演出金帆獎 － 本地正統音樂作品」[2]
- 《豐年祭》：獲「CASH 最廣泛演出金帆獎 － 本地正統音樂作品」[2]
- 《山地印象》：獲「CASH 最廣泛演出金帆獎 － 本地正統音樂作品」[2]
- 交響音畫《孔雀》：獲選為「二十世紀華人音樂經典」[2]
- 二胡協奏曲《追夢京華》、《愛恨情仇》
- 小提琴協奏曲《北國情懷》、《第三交響樂》、《第四交響樂》、《大提琴小協奏曲》、
- 《琴詠春秋》：古琴、琴歌和樂隊的交響詩
- 芭蕾舞劇《不死傳奇》
- 琵琶協奏曲《飛天》
- 《香江歲月》：中提琴與中樂隊